# Kysucký Lieskovec
Kysucký Lieskovec este o comună slovacă, aflată în districtul Kysucké Nové Mesto din regiunea Žilina. Localitatea se află la altitudinea de 368 m deasupra n.m., se întinde pe o suprafață de 12,32 km2 și în 2017 număra 2.354 de locuitori.

## Istoric
Localitatea Kysucký Lieskovec este atestată documentar din 1438.

## Demografie
| An:                | 1994 | 2004   | 2014   | 2024   |
| ------------------ | ---- | ------ | ------ | ------ |
| Număr de persoane: | 2248 | 2267   | 2340   | 2322   |
| Diferență:         |      | +0,84% | +3,22% | −0,76% |

| An:                | 2023 | 2024   |
| ------------------ | ---- | ------ |
| Număr de persoane: | 2352 | 2322   |
| Diferență:         |      | −1,27% |